# Victorias
Die Stadt Victorias, auch als Victorias City bezeichnet, liegt im Nordosten der Insel Negros, in der Provinz Negros Occidental. Sie ist eine Stadt der vierten Einkommensklasse auf den Philippinen.
Es lebten nach dem Zensus vom 1. August 2015 in der Stadt 87.933 Menschen. Die Stadt besitzt insgesamt 26 Barangays, die eine numerische Namensgebung haben. Die Stadt Victorias erstreckt sich über eine Fläche von 13.392 Hektar. Durch das Stadtgebiet fließt der Fluss Malihaw. Das erste Siedlungsgebiet hieß ebenfalls Malihaw und wurde 1850 erstmals erwähnt.
Es handelt sich um eine junge Stadt, die erst am 11. Februar 1998 das Stadtrecht erhielt. Grundlage hierzu war der Republik Act 8488, den der damalige Präsident der Philippinen Fidel Ramos unterzeichnete.

## Söhne und Töchter der Stadt
- Nové Deypalan (* 1966), Dirigent und Komponist
- Broderick Soncuaco Pabillo (* 1955), römisch-katholischer Geistlicher und Weihbischof in Manila

## Quelle
- Informationen der Philippine Statistics Authority über Victorias
- Haushalte: 2000 Philippine Census Information (Memento vom 30. Januar 2010 im Internet Archive)